# Pterogmus
Pterogmus is een geslacht van kevers uit de familie van de loopkevers (Carabidae). De wetenschappelijke naam van het geslacht is voor het eerst geldig gepubliceerd in 1920 door Sloane.

## Soorten
Het geslacht Pterogmus is monotypisch en omvat slechts de volgende soort:
- Pterogmus rufipes Sloane, 1920